# Arthrocnodax meridionalis
Arthrocnodax meridionalis är en tvåvingeart som beskrevs av Ephraim Porter Felt 1912. Arthrocnodax meridionalis ingår i släktet Arthrocnodax och familjen gallmyggor. Inga underarter finns listade i Catalogue of Life.